# Fendlera
Fendlera ist eine Pflanzengattung in der Familie der Hortensiengewächse (Hydrangeaceae). Die nur zwei Arten kommen von den südwestlichen USA bis ins nördliche Mexiko vor.

## Beschreibung

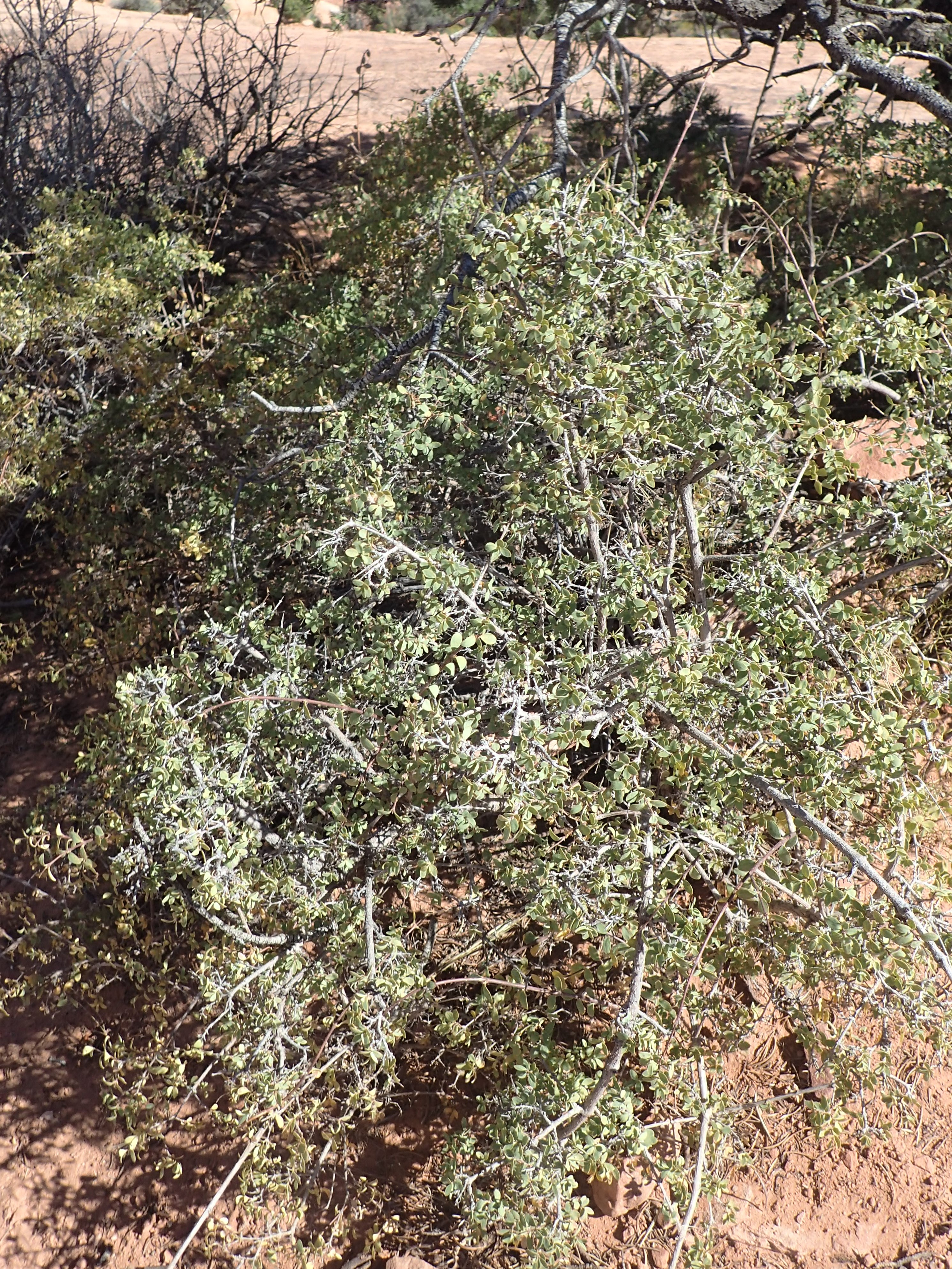
Habitus im Habitat von Fendlera rupicola

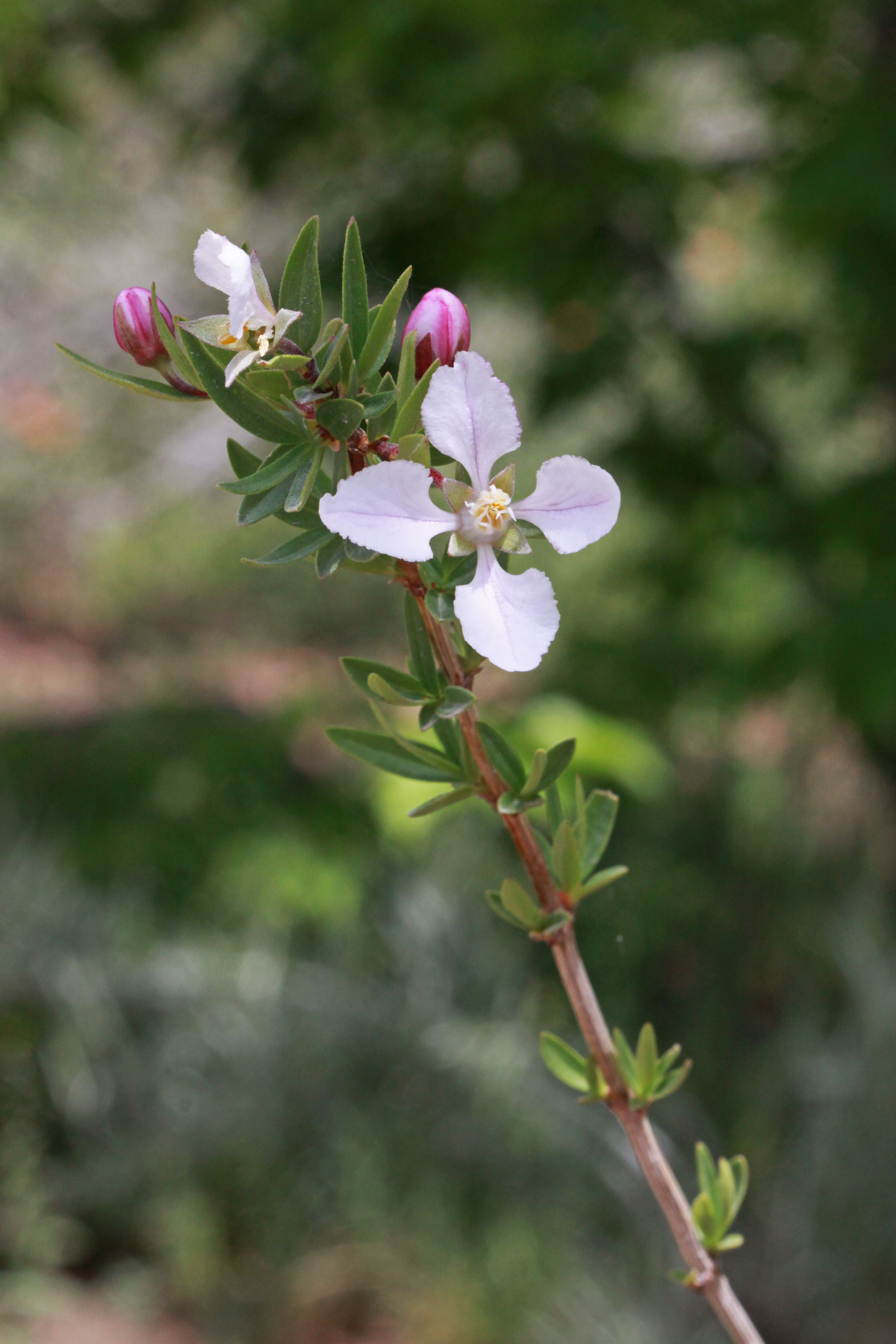
Zweig mit Laubblätter und Blüten von Fendlera rupicola

### Vegetative Merkmale
Fendlera-Arten wachsen als laubabwerfende Sträucher mit aufsteigenden bis ausgebreiteten Hauptästen. Falls sich die Borke der Hauptäste ablöst, dann in gräulichen oder rötlichen Fäden oder Streifen. Die Seitenäste sind aufrecht oder wölben sich über. Die Rinde ihrer längsgefurchten Zweige ist mit einfachen oder winzig verzweigten Trichomen behaart.
Die gegenständig an den Zweigen oder manchmal gehäuft an Kurztrieben angeordneten Laubblätter sind in Blattstiel und -spreite gegliedert. Die Blattstiele sind relativ kurz. Die einfachen, krautigen oder ledrigen Blattspreiten sind linealisch, elliptisch, lanzettlich, länglich, eiförmig oder sichelförmig. Der glatte Blattrand ist flach oder stark nach unten gekrümmt.

### Generative Merkmale
Die gestielten Blüten stehen endständig einzeln auf den Zweigen.
Die zwittrigen Blüten sind radiärsymmetrisch und vierzählig mit doppelter Blütenhülle. Der Blütenbecher (Hypanthium) ist vollständig mit dem Fruchtknoten verwachsen, kreiselförmig, breit-glockenförmig oder halbkugelig und schwach bis stark vier oder achtrippig zur Fruchtzeit. Die vier Kelchblätter berühren sich klappig (valvat). Die haltbaren, während der Anthese aufrechten oder meist stark zurückgekrümmten Kelchblätter sind meist dreieckig, manchmal eiförmig und kahl oder behaart. Die vier dachziegelartig angeordneten, ausgebreiteten Kronblätter sind breit-spatelförmig und genagelt sowie flaumig behaart. Die Farbe der Kronblätter ist weiß, manchmal rosafarben oder rot getönt.
Es sind acht Staubblätter vorhanden. Die freien Staubfäden sind verbreitert, breit-linealisch, sie verschmälern sich kontinuierlich nach oben und besitzen ein zweilappiges oberes Ende. Das Konnektiv ragt am oberen Ende hervor. Die Staubbeutel sind länglich. Die vier, oder selten fünf, Fruchtblätter bilden einen mittelständigen, vierkammerigen Fruchtknoten in dem sich in zentralwinkelständiger (axiler) Plazentation hängende, anatrope Samenanlage befinden. Die vier, oder selten fünf haltbaren Griffel sind frei.
Die eiförmig-ellipsoide, mehr oder weniger knorpelige Kapselfrucht öffnet sich bei Reife scheidewandspaltig bis etwa zur halben Höhe, um die 15 bis 25 (je Fach 1 bis maximal sechs, meist zwei bis vier) Samen freizugeben. Die bei einer Länge von 4 bis 5,5 Millimetern ellipsoiden Samen sind rötlich-braun und nicht geflügelt.
Die Chromosomengrundzahl beträgt x = 11.

## Standorte
Fendlera-Arten finden sich zwischen Sträuchern oder Pinyon Wacholder-Kiefer-Pflanzengesellschaften auf steilen Hängen oder an Canyon-Wänden in Wüsten.

## Systematik und Verbreitung
Die Erstbeschreibung der Gattung Fendlera erfolgte 1852 durch George Engelmann und Samuel Frederick Gray in Smithsonian Contributions to Knowledge, Volume 3, Issue 5, S. 77–78, Tafel 5. Der Gattungsname Fendlera ehrt den deutsch-amerikanischen Botaniker August Fendler (1813–1883).
Die Gattung Fendlera gehört zur Unterfamilie Jamesioideae innerhalb der Familie der Hydrangeaceae. Die Revision der Gattung Fendlera erfolgt 2016 in Volume 12 der Flora of North America, dabei werden aus den vier bis fünf Arten, nur noch zwei.
Das Verbreitungsgebiet der Gattung Fendlera reicht von den südwestlichen USA bis ins nördliche Mexiko.
Es gibt seit 2016 nur noch zwei Fendlera-Arten:
- Fendlera linearis Rehder (Syn.: Fendlera rigida I.M.Johnston, Fendlera tamaulipana B.L.Turner): Sie kommt in den mexikanischen Bundesstaaten Chihuahua, Coahuila, Nuevo León sowie Tamaulipas vor und gedeiht in Höhenlagen von 1100 bis 1900 Metern in Texas nur in den Counties Brewster and Presidio.[1]
- Fendlera rupicola A.Gray (Syn.: Fendlera falcata Thornber, Fendlera wrightii (Engelm. & A.Gray) A.Heller, Fendlera tomentella Thornber ex Wooton & Standl., Fendlera rupicola var. falcata (Thornber) Rehder, Fendlera rupicola var. lindheimeri A.Gray, Fendlera rupicola var. tomentella (Thornber ex Wooton & Standl.) Kearney & Peebles, Fendlera rupicola var. wrightii Engelm. & A.Gray): Sie kommt in den nördlichen mexikanischen Bundesstaaten Chihuahua, Coahuila, Sonora und gedeiht in Höhenlagen von 700 bis 2800 Metern in südwestlichen US-Bundesstaaten Arizona, Colorado, Nevada, New Mexico, Utah sowie Texas.[1]

## Nachweise